# Цмин восточный
Цмин восточный (гелихризум восточный, лат. Helichrysum orientale) — многолетнее растение с густой и опушённой зелёно-сероватой листвой и зелёновато-жёлтыми листочками обёртки. Типовой вид рода Цмин (Helichrysum) семейства астровых (Asteraceae). Произрастает в средиземноморской зоне Греции, на островах Эгейского моря, Крите и на западном и юго-западном побережье Малой Азии. Хазмофит, растёт на известняковых морских утесах и каменистых склонах. Цветёт с середины апреля по июнь.
Впервые описан шведским ботаником Карлом Линнеем в книге Species plantarum, опубликованной в 1753 году, как Gnaphalium orientale. Немецкий ботаник Йозеф Гертнер в труде De Fructibus et Seminibus Plantarum в 1791 году описал вид как Elichrysum orientale.
В Греции растение известно на острове Китира, где растёт на скалах вокруг венецианского замка в городе Китира, в труднодоступных местах на скалистом острове Авго (Хитра), расположенном рядом с портом Капсали, а также на острове Аморгос. Растение чрезмерно используется на Китире местными жителями для изготовления изделий ручной работы и сувениров, что поставило дикорастущую популяцию на грань исчезновения.
В Греции изредка встречается на рынке как цветочное растение для садоводства и ландшафтной архитектуры, и местные жители называют его «амарантос» (греч. αμάραντος) — «неувядающий» и «семпревива» (σεμπρεβίβα от лат. semper и vivus) — «вечно живой». Высушенные соцветия сохраняют форму и цвет в продолжение многих лет.